# Championnat d'Australie de football 1987
Navigation
Saison précédente Saison suivante
La saison 1987 du Championnat d'Australie de football est la onzième édition du championnat de première division en Australie. 
La NSL (National Soccer League) regroupe treize clubs du pays au sein d'une poule unique, où ils s'affrontent deux fois au cours de la saison, à domicile et à l'extérieur. En fin de saison, afin de faire passer le championnat à 14 clubs, le dernier du classement est relégué et remplacé par les deux meilleurs clubs des championnats d'États.
C'est le club d'APIA Leichhardt Tigers qui remporte la compétition après avoir terminé en tête du classement final, avec six points d'avance sur un duo composé de Preston Lions SC et du tenant du titre, Saint-George Saints FC. C'est le tout premier titre de champion d'Australie de l'histoire du club.

## Les clubs participants
| - Marconi Fairfield - Heidelberg United - Adelaide City FC - APIA Leichhardt Tigers - Sydney Olympic FC - Sunshine George Cross FC - Brunswick Juventus | - Footscray JUST - South Melbourne FC - Saint-George Saints FC - Preston Lions SC - Melbourne Croatia FC - Sydney Croatia FC |

## Compétition

### Classement
Le barème utilisé pour établir le classement est le suivant :
- Victoire : 2 points
- Match nul : 1 point
- Défaite : 0 point

| Rang | Équipe                   | Pts | J  | G  | N  | P  | Bp | Bc | Diff |
| ---- | ------------------------ | --- | -- | -- | -- | -- | -- | -- | ---- |
| 1    | APIA Leichhardt Tigers   | 35  | 24 | 13 | 9  | 2  | 39 | 21 | +18  |
| 2    | Preston Lions SC         | 29  | 24 | 11 | 7  | 6  | 32 | 22 | +10  |
| 3    | St George Saints FCT     | 29  | 24 | 12 | 5  | 7  | 31 | 24 | +7   |
| 4    | Marconi Fairfield        | 27  | 24 | 11 | 5  | 8  | 41 | 25 | +16  |
| 5    | Sydney Croatia FCC       | 26  | 24 | 10 | 6  | 8  | 31 | 25 | +6   |
| 6    | South Melbourne FC       | 25  | 24 | 9  | 7  | 8  | 32 | 34 | -2   |
| 7    | Sydney Olympic FC        | 23  | 24 | 7  | 9  | 8  | 29 | 32 | -3   |
| 8    | Brunswick Juventus       | 23  | 24 | 9  | 5  | 10 | 18 | 23 | -5   |
| 9    | Melbourne Croatia FC     | 23  | 24 | 9  | 5  | 10 | 22 | 30 | -8   |
| 10   | Adelaide City            | 22  | 24 | 6  | 10 | 8  | 29 | 23 | +6   |
| 11   | Footscray JUST           | 22  | 24 | 7  | 8  | 9  | 17 | 27 | -10  |
| 12   | Sunshine George Cross FC | 15  | 24 | 3  | 9  | 12 | 26 | 42 | -16  |
| 13   | Heidelberg United        | 13  | 24 | 3  | 7  | 14 | 25 | 44 | -19  |

|  | Champion d'Australie 1987                               |
|  | T: Tenant du titre C: Vainqueur de la Coupe d'Australie |

## Bilan de la saison
| Championnat d'Australie de football 1987      |                                    |
| Champion                                      | APIA Leichhardt Tigers (1er titre) |
| Coupes et trophées                            |                                    |
| Vainqueur de la Coupe d'Australie 1987        | Sydney Croatia FC                  |
| Promotions et relégations                     |                                    |
| Promus en Championnat d'Australie de football | Wollongong Wolves                  |
| Promus en Championnat d'Australie de football | Brisbane Lions SC                  |
| Relégués                                      | Heidelberg United                  |